# Гидель
Гидель (фр. Guidel) — коммуна на северо-западе Франции, находится в регионе Бретань, департамент Морбиан, округ Лорьян, центр кантона Гидель. Расположена в 13 км к северо-западу от Лорьяна, в 3 км от национальной автомагистрали N165, в месте впадения рейки Лайта в Бискайский залив.
Население (2019) — 11 767 человек.

## Достопримечательности
- Шато Кербастик XV века
- Церковь Святых Петра и Павла XIX века, перестроенная после Второй мировой войны
- Готическая часовня Святого Матфея XV века
- Особняк Керизуэ XV века
- Форт Лок XVIII века
- Дольмены и мегалиты на территории коммуны

## Экономика
Структура занятости населения:
- сельское хозяйство — 1,2 %
- промышленность — 24,8 %
- строительство — 11,1 %
- торговля, транспорт и сфера услуг — 40,6 %
- государственные и муниципальные службы — 22,2 %

Уровень безработицы (2018) — 11,0 % (Франция в целом —  13,4 %, департамент Морбиан — 12,1 %). 

Среднегодовой доход на 1 человека, евро (2018) — 25 080 (Франция в целом — 21 730, департамент Морбиан — 21 830).

## Демография
Динамика численности населения, чел.

## Администрация
Пост мэра Гиделя с 2017 года занимает Жо Даниэль (Jo Daniel). На муниципальных выборах 2020 возглавляемый им центристский список победил во 2-м туре, получив 42,55 % голосов (из трёх списков).
| Период | Период | Фамилия         | Партия                                                                                | Примечания                              |
| ------ | ------ | --------------- | ------------------------------------------------------------------------------------- | --------------------------------------- |
| 1944   | 1983   | Луи Ле Монтанье | Национальный центр независимых и крестьян                                             | сенатор, депутат Национального собрания |
| 1983   | 1995   | Андре Кериюэль  | Союз за французскую демократию                                                        | фермер                                  |
| 1995   | 2017   | Франсуа Обертен | Объединение в поддержку Республики Союз за народное движение Демократическое движение | врач-терапевт                           |
| 2017   |        | Жо Даниэль      | Союз демократов и независимых                                                         | воспитатель                             |

## Города-побратимы
- Кинмел Бэй и Товин[англ.], Великобритания
- Пульхайм, Германия
- Карригалин, Ирландия
- Негрешти-Оаш, Румыния

## Галерея

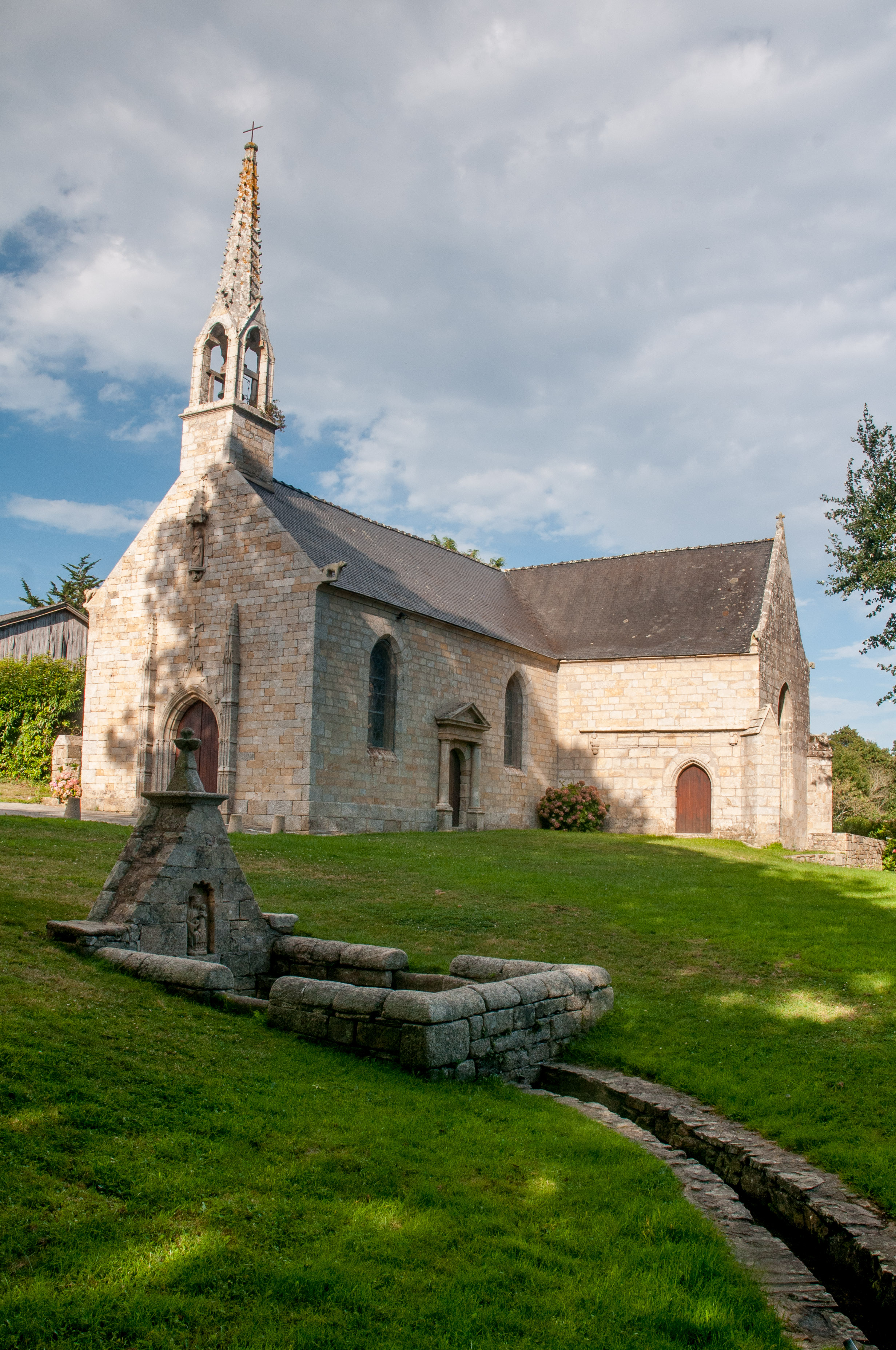
Часовня Святого Матфея
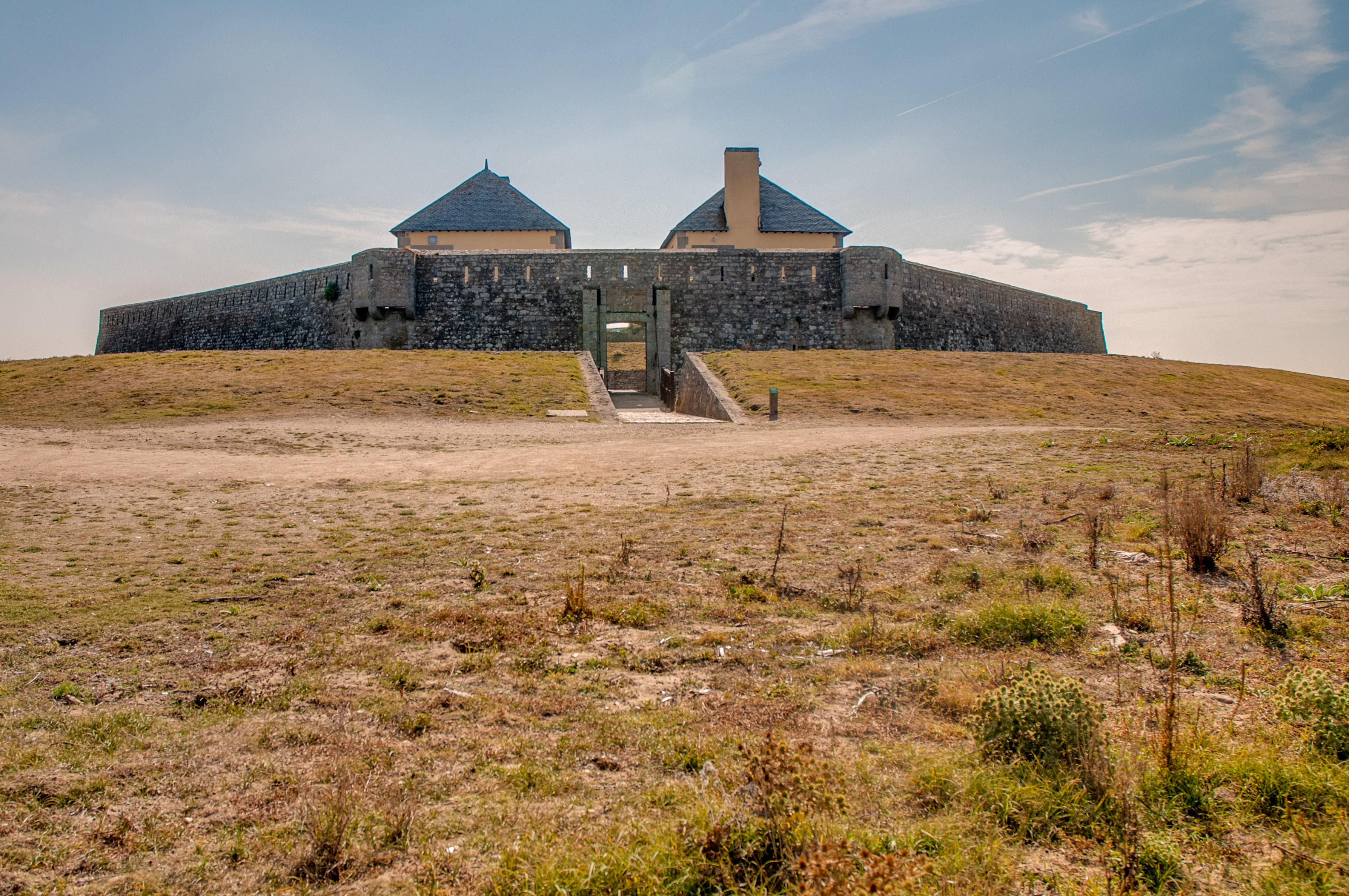
Форт Лок